# Thoại Giang
Thoại Giang is een xã in het district Thoại Sơn, een van de districten in de Vietnamese provincie An Giang in de Mekong-delta.